# کپور آزادماهی بزرگ
کپور آزادماهی بزرگ (نام علمی: Aaptosyax grypus) نام یک گونه از تیره کپورماهیان است.